# Anagni
Anagni é uma comuna italiana da região do Lácio, província de Frosinone, com cerca de 19 334 habitantes. Estende-se por uma área de 113 km², tendo uma densidade populacional de 171 hab/km². Faz fronteira com Acuto, Ferentino, Fumone, Gavignano (RM), Gorga (RM), Montelanico (RM), Paliano, Piglio, Sgurgola.
Era conhecida como Anânia no período romano.

## Demografia
| Variação demográfica do município entre 1861 e 2011                               |
|                                                                                   |
| Fonte: Istituto Nazionale di Statistica (ISTAT) - Elaboração gráfica da Wikipedia |